# 上荒田町
上荒田町（うえあらたちょう）は、鹿児島県鹿児島市の町。旧薩摩国鹿児島郡鹿児島近在荒田村、鹿児島市大字荒田。郵便番号は890-0055。人口は6,336人、世帯数は3,451世帯（2020年4月1日現在）。上荒田町の全域で住居表示を実施している。

## 地理
鹿児島市の中央部、新川下流域に位置している。町域の北方は中央町、上之園町、南方は郡元、唐湊、西方は田上、武、東方は荒田に接している。
西部を南北に鹿児島市電2系統が通っており、町域内には中洲通電停、神田（交通局前）電停、市立病院前電停がある。西端では九州旅客鉄道の鹿児島本線と指宿枕崎線が合流しており、その付近に鹿児島車両センター（2011年に鹿児島総合車両所より改称）がある。
南部には日本たばこ産業鹿児島工場があったが、2005年に閉鎖され、2015年5月1日に加治屋町にあった鹿児島市立病院と高麗町にあった鹿児島市交通局の電車施設が移転した。

### 河川
- 新川

## 歴史

### 成り立ちから市制施行まで
荒田という地名は鎌倉期より荘園名として見え、薩摩国のうちであった。建久8年の薩摩国図田帳の記述にあるのが初見であると考えられており、大隅正八幡（鹿児島神宮）領であったとされている。室町後期から戦国期にかけては荒田名と書かれるようになった。
江戸時代には薩摩国鹿児島郡鹿児島近在のうちで、村高は「天保郷帳」では1,317石余、「旧高旧領取調帳」では1,525石余であった。1879年（明治12年）に荒田村の一部から下荒田町（現在の下荒田の一部）が分立した。

### 市制施行以後
1888年（明治21年）に公布された市制（明治21年法律第1号）に基づき、1889年（明治22年）2月2日に官報に掲載された「 市制施行地」（内務省告示第1号）によって鹿児島が市制施行地に指定された。3月5日には鹿児島県令第26号によって鹿児島郡のうち50町村が市制による鹿児島市の区域と定められ、4月1日に市制が施行されたのに伴い、鹿児島郡50町村（山下町、平之馬場町、新照院通町、長田町、冷水通町、上竜尾町、下竜尾町、池之上町、鼓川町、稲荷馬場町、清水馬場町、春日小路町、車町、恵美須町、小川町、和泉屋町、浜町、向江町、栄町、柳町、易居町、中町、金生町、東千石馬場町、西千石馬場町、汐見町、泉町、築町、生産町、六日町、新町、松原通町、船津町、呉服町、大黒町、堀江町、住吉町、新屋敷通町、加治屋町、山之口馬場町、樋之口通町、薬師馬場町、鷹師馬場町、西田町、上之園通町、高麗町、下荒田町、荒田村、西田村、塩屋村）の区域より鹿児島市が成立した。それまでの荒田村は鹿児島市の大字「荒田」となった。
1911年（明治44年）9月30日には、「 市村の境界変更」（明治44年鹿児島県告示第400号）により、鹿児島市大字荒田のうち城ヶ平、芝生迫、笠松平、高原、高榮迫、陣ヶ平、陣ヶ迫、丸岡、境迫、小原、大原、美代原、久見木迫、大迫、陣ヶ尾、陣ヶ原、馬籠、岸ノ下、内城が鹿児島郡西武田村大字田上（現在の田上及び田上町）に編入され、同時に大字荒田の残部は大字から町となり「上荒田町」に改称した。
1962年（昭和37年）に住居表示に関する法律が施行されたのに伴い、鹿児島市は鹿児島市街地域の住居表示に着手した。西鹿児島駅前一帯（中洲工区）において町界町名の変更が実施されることとなり、1970年（昭和45年）に鹿児島市上荒田町及び上之園町、武町（現在の武）、西田町（現在の西田）の各一部より中央町が設置され、上荒田町の一部が上之園町に編入された。
翌年1971年（昭和46年）7月1日に高麗・荒田地区において住居表示が実施されることとなった。これに伴い、荒田一丁目及び荒田二丁目が設置された。1973年（昭和48年）12月3日には天保山町、鴨池町（現在の鴨池）、下荒田町の各一部にあたる下荒田・天保山地区において住居表示が実施されるのに伴い町域の再編が行われた。下荒田町、天保山町、上荒田町の各一部より下荒田一丁目、鴨池町、上荒田町、下荒田町の各一部より下荒田三丁目が設置された、1974年（昭和49年）7月8日には郡元・鴨池・上荒田地区において住居表示が実施されることとなり、それに伴って町の区域の再編が実施された。それに伴い、上荒田町、郡元町、鴨池町の一部より郡元一丁目が新たに設置された。1975年（昭和50年）6月27日には武・西田地区において住居表示が実施され、上荒田町、武町の一部より武一丁目が設置された。
1986年（昭和61年）2月10日に東田上地区において住居表示が実施されることとなり、上荒田町、田上町の一部より田上二丁目が設置された。2012年（平成24年）には上荒田町のうち住居表示未実施の区域（上荒田西部地区）において住居表示が実施された。

### 町域の変遷
| 分割実施後               | 分割実施年         | 分割実施前               |
| 藩政村時代               | 藩政村時代         | 藩政村時代               |
| ------------------------ | ------------------ | ------------------------ |
| 下荒田町（新設）         | 1878年（明治11年） | 荒田村（一部）           |
| 市制施行以後             |                    |                          |
| 西武田村大字田上（編入） | 1911年（明治44年） | 鹿児島市大字荒田（一部） |
| 上荒田町（新設）         | 1911年（明治44年） | 鹿児島市大字荒田の残部   |
| 中央町（新設）           | 1970年（昭和45年） | 上荒田町の一部           |
| 上之園町（編入）         | 1970年（昭和45年） | 上荒田町の一部           |
| 荒田一丁目（新設）       | 1971年（昭和46年） | 上荒田町（一部）         |
| 荒田一丁目（新設）       | 1971年（昭和46年） | 下荒田町（一部）         |
| 荒田二丁目（新設）       | 1971年（昭和46年） | 上荒田町（一部）         |
| 荒田二丁目（新設）       | 1971年（昭和46年） | 鴨池町（一部）           |
| 荒田二丁目（新設）       | 1971年（昭和46年） | 下荒田町（一部）         |
| 下荒田一丁目（新設）     | 1973年（昭和48年） | 下荒田町（一部）         |
| 下荒田一丁目（新設）     | 1973年（昭和48年） | 天保山町（一部）         |
| 下荒田一丁目（新設）     | 1973年（昭和48年） | 上荒田町（一部）         |
| 下荒田三丁目（新設）     | 1973年（昭和48年） | 鴨池町（一部）           |
| 下荒田三丁目（新設）     | 1973年（昭和48年） | 上荒田町（一部）         |
| 下荒田三丁目（新設）     | 1973年（昭和48年） | 下荒田町（一部）         |
| 郡元一丁目（新設）       | 1974年（昭和49年） | 上荒田町（一部）         |
| 郡元一丁目（新設）       | 1974年（昭和49年） | 郡元町（一部）           |
| 郡元一丁目（新設）       | 1974年（昭和49年） | 鴨池町（一部）           |
| 武一丁目（新設）         | 1975年（昭和50年） | 上荒田町（一部）         |
| 武一丁目（新設）         | 1975年（昭和50年） | 武町（一部）             |
| 田上二丁目（新設）       | 1986年（昭和61年） | 上荒田町（一部）         |
| 田上二丁目（新設）       | 1986年（昭和61年） | 田上町（一部）           |

## 人口
以下の表は国勢調査による小地域集計が開始された1995年以降の人口の推移である。
| 年                 | 人口  |
| ------------------ | ----- |
| 1995年（平成7年）  | 4,146 |
| 2000年（平成12年） | 4,176 |
| 2005年（平成17年） | 5,576 |
| 2010年（平成22年） | 6,026 |
| 2015年（平成27年） | 5,936 |

## 施設

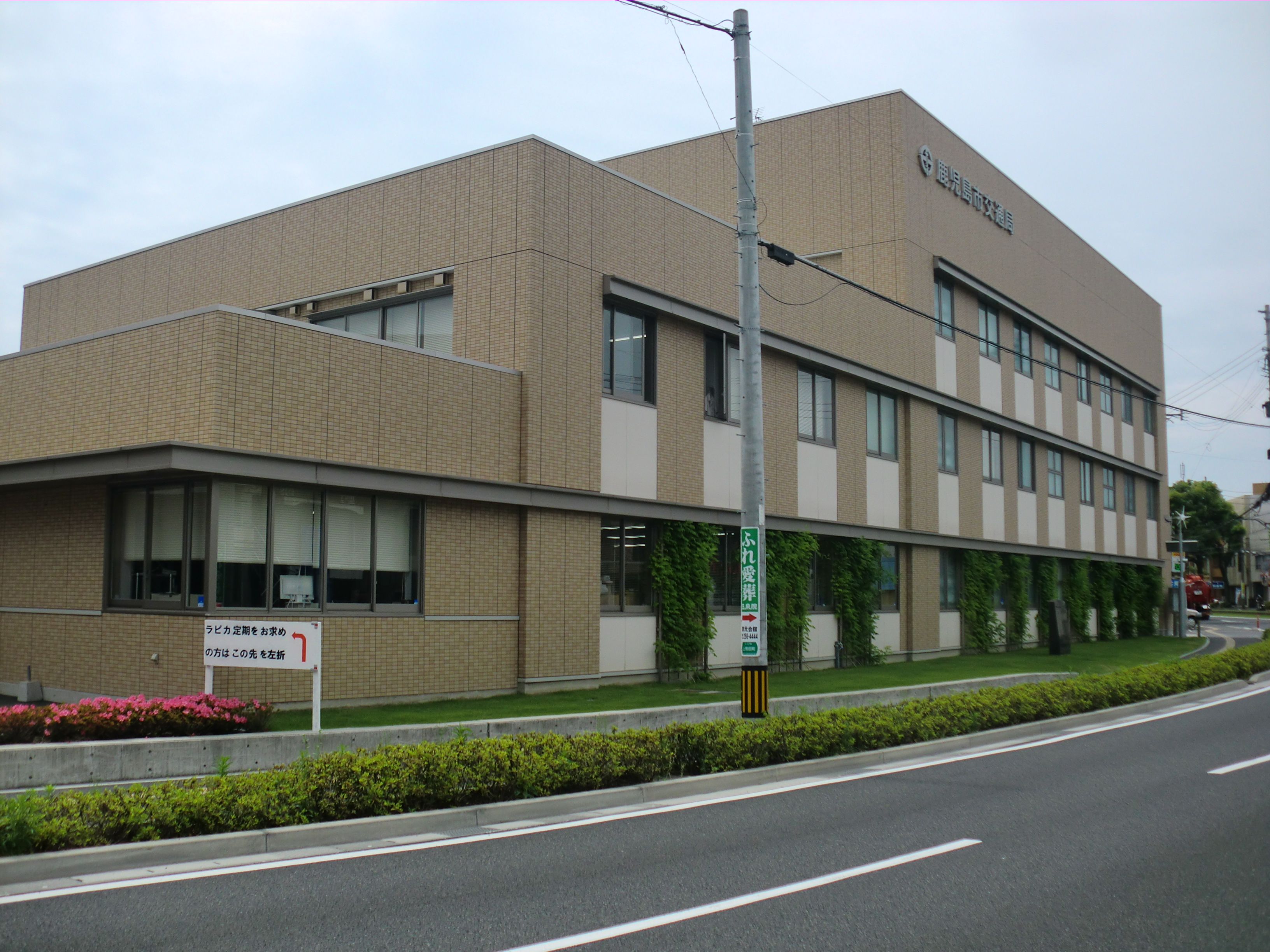
鹿児島市交通局

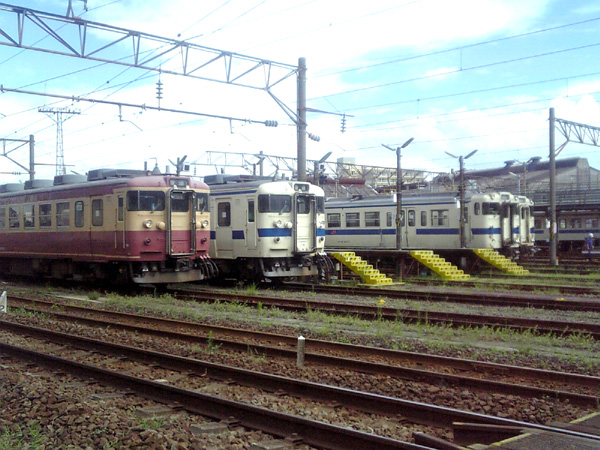
九州旅客鉄道鹿児島車両センター

### 公共
- 鹿児島市立病院[34]
- 鹿児島市交通局
  - 電車事業課[35]
  - 乗車券販売所[36]
- 鹿児島市消防局中央消防署甲南分遣隊[37]
- 上荒田の杜公園

### 教育
- 学校法人赤塚学園タラビューティ専門学校[38]
- 学校法人赤塚学園タラ看護専門学校[38]
- 学校法人赤塚学園タラデザイン専門学校[38]

### その他
- 九州旅客鉄道鹿児島車両センター
- マーキュリーアシェンソーレ
- 南日本ハウス
- GMOペパボ鹿児島オフィス

## ギャラリー

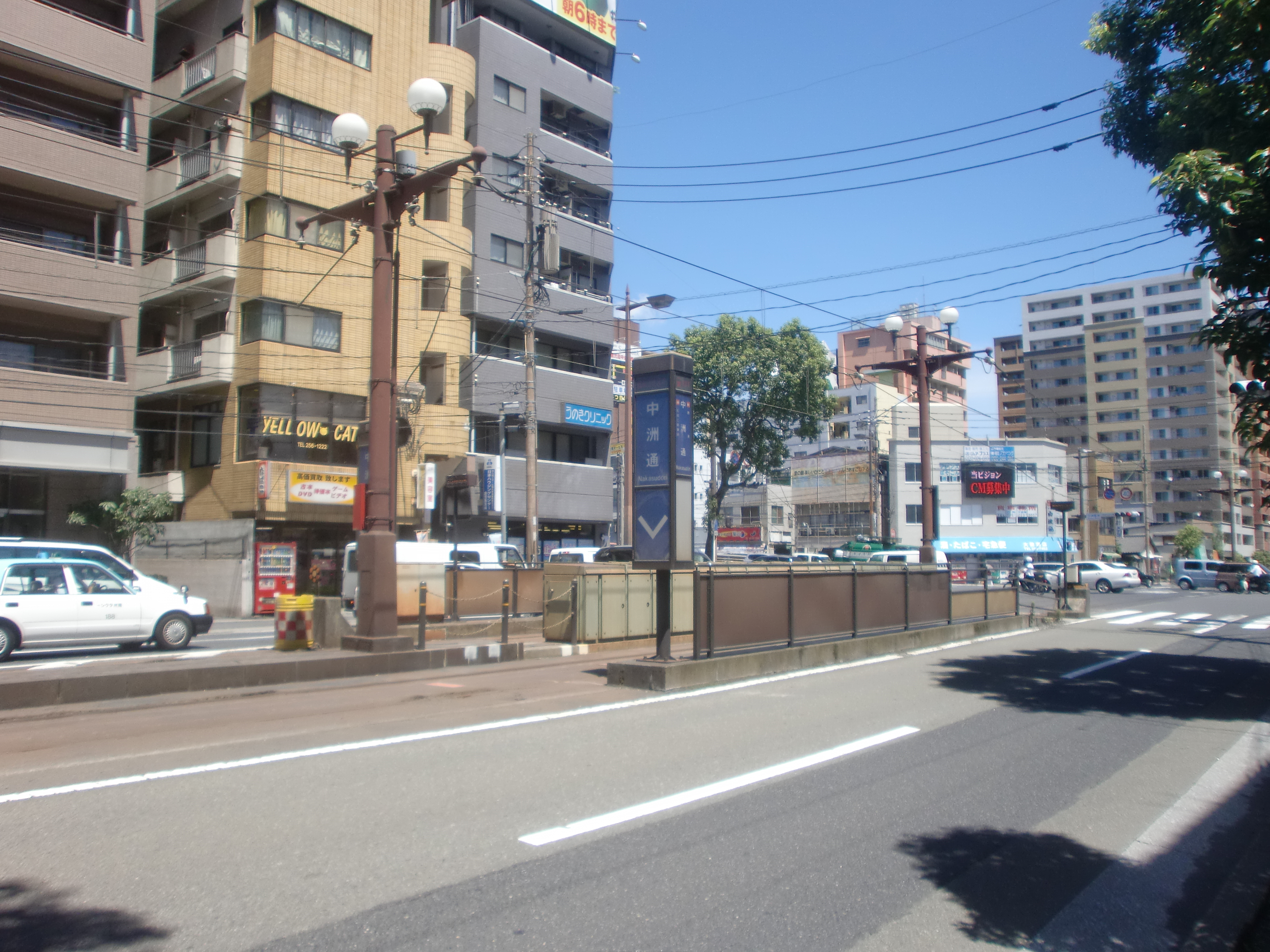
中洲通電停
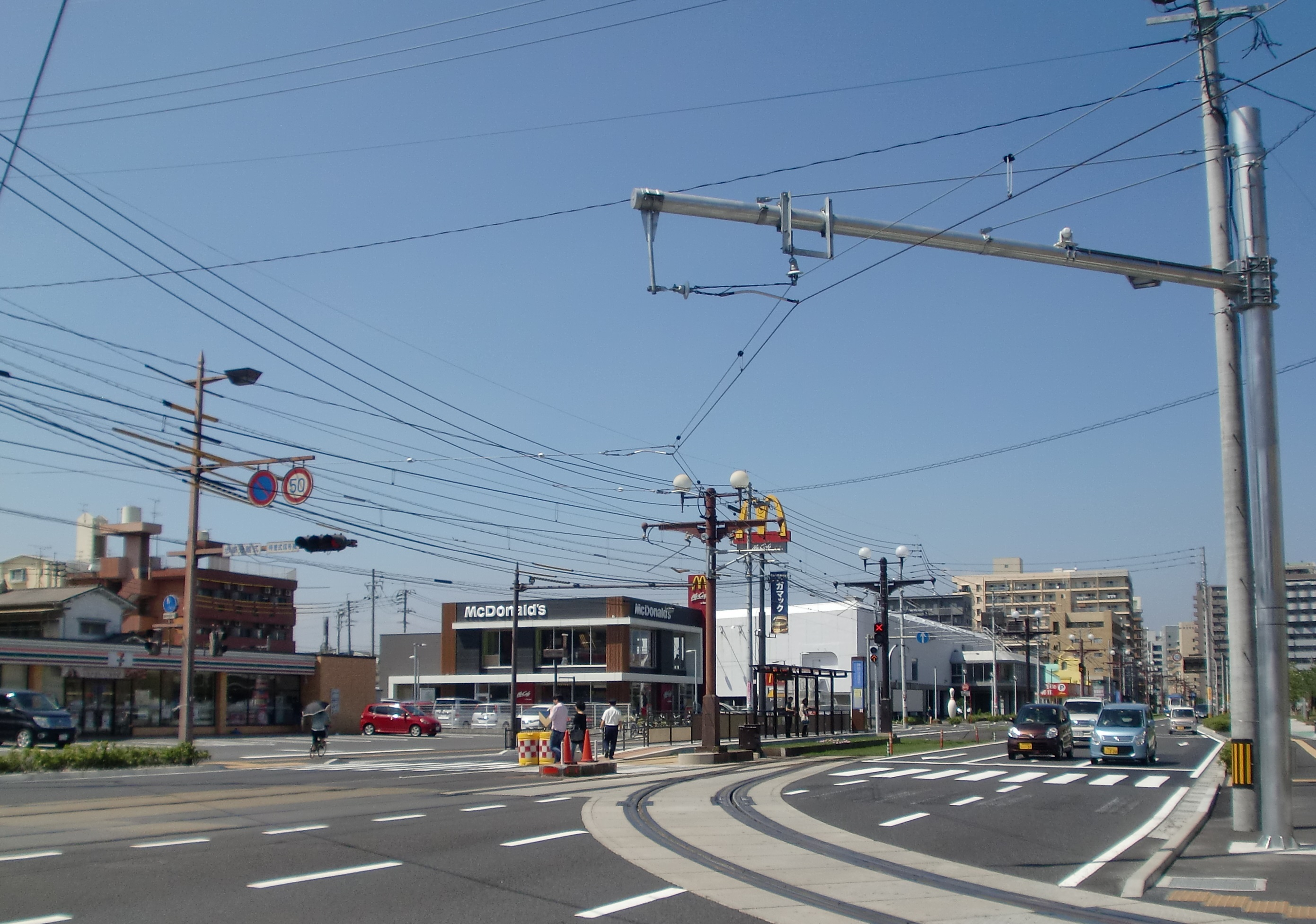
神田（交通局前）電停
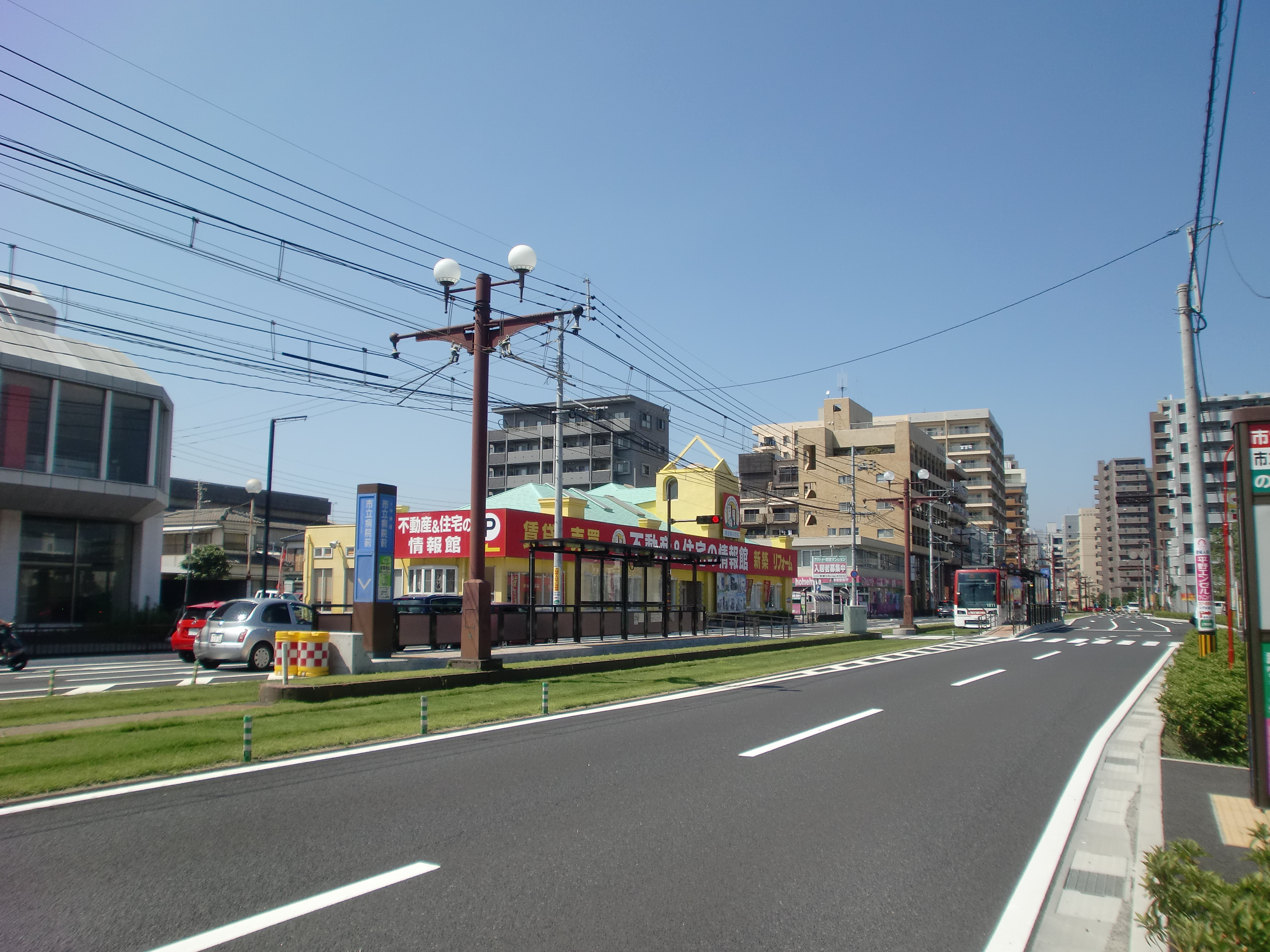
市立病院前電停

## 小・中学校の学区
市立小・中学校の学区（校区）は以下の通りである。
| 町丁     | 番・番地         | 小学校               | 中学校               |
| -------- | ---------------- | -------------------- | -------------------- |
| 上荒田町 | 744-869、908-910 | 鹿児島市立武小学校   | 鹿児島市立武中学校   |
| 上荒田町 | その他           | 鹿児島市立中洲小学校 | 鹿児島市立甲南中学校 |

## 交通

### 鉄道
- 鹿児島市交通局
  - 神田（交通局前）電停 - 市立病院前電停 - 中洲通電停

### 道路
主要地方道
- 鹿児島県道24号鹿児島東市来線

## 著名な出身者
- 中原猶介[40]
- 川村純義[40]
- 仁礼景範[40]
- 辺見十郎太[40]
- 永山弥一郎[40]